# Monica Lewis
Pour les articles homonymes, voir Lewis.
Monica Lewis, née le 5 mai 1922 à Chicago dans l'Illinois et morte le 12 juin 2015 à Los Angeles en Californie, est une chanteuse de jazz et actrice américaine. Elle est connue pour être la voix de Chiquita Banana, personnage d'une série de dessins animés promotionnels produits par la société United Fruit Company dans les années 1940,.

## Biographie

### Enfance
Née May Lewis à Chicago, elle est la plus jeune fille d'une famille de musiciens. Son père, Leon, pianiste, exerce la profession de compositeur et de directeur musical pour CBS et sa mère, Jessica, est chanteuse au sein de Chicago Opera Company. C'est auprès d'elle que la jeune May travaille sa voix. Lorsque survient la Grande Dépression, la famille déménage à New York alors que May est âgée de 11 ans. Parallèlement à ses études scolaires, elle cherche et obtient un travail comme chanteuse à la radio pour contribuer à subvenir aux besoins de sa famille. Après une audition réussie pour WMCA, elle chante au sein de ses propres shows : Gloom Dodgers, puis Monica Makes Music. Elle adopte le nom de scène de Monica Lewis.

### Carrière
Malgré son jeune âge, sa carrière débute au Stork Club à Manhattan, après avoir quitté l'école à 17 ans. En 1943, le pianiste Leonard Feather informe Lewis que le chef d'orchestre de jazz Benny Goodman cherche une chanteuse à la suite du départ de Peggy Lee en raison de son mariage avec le guitariste Dave Barbour. L'audition de Lewis est un succès et elle fait ses débuts à l'Hotel Astor's au sein de l'orchestre de Goodman. Ce dernier contribue à accroître sa renommée au niveau national avec les émissions The Revere Camera Show et Beat the Band. Elle partage la vedette aux côtés de Frank Sinatra dans le programme The Chesterfield Hour — Music That Satisfies. Ses chansons incluent Put the Blame on Mame, I Wish You Love et Autumn Leaves. Mais si sa célébrité dépasse les murs de New York, sa famille estime qu'elle est trop jeune pour suivre l'orchestre dans ses tournées, ce qui la pousse à quitter le groupe.
À partir de 1947, Lewis prête sa voix au personnage de Chiquita Banana, mascotte de la société United Fruit Company. Un dessin animé promotionnel intitulé Miss Chiquita Banana est réalisé par la compagnie et participe à la renommée de la chanteuse. Sa performance devient un jingle, diffusé, à une époque, 376 fois par jour à la radio à travers le pays. Lewis participe brièvement à d'autres campagnes publicitaires, comme pour Burlington Mills, General Electric et la marque de cigarettes Camel.
Ayant déménagé à Beverly Hills en Californie au début des années 1950, sa carrière s'oriente vers le cinéma lorsqu'elle signe un contrat pour deux ans avec Metro-Goldwyn-Mayer. Ses films incluent The Strip et Excuse My Dust en 1951 et la comédie musicale Everything I Have Is Yours en 1952 où elle danse avec Gower Champion. Elle fait aussi des apparitions dans des shows télévisés comme Docteur Marcus Welby, Le Virginien, Les enquêtes de Remington Steele et Falcon Crest.

## Vie personnelle
Monica Lewis se marie avec le producteur de musique Bob Thiele en 1945, mais le couple divorce quelques années après. Elle rencontre le producteur de films Jennings Lang qui devient son époux à partir de 1956 jusqu'à son décès en 1996. De leur union, naissent trois enfants.
Le 12 juin 2015, Monica Lewis s'éteint à son domicile de Woodland Hills, à Los Angeles, âgée de 93 ans.

## Discographie

### Albums
- 1955 : Monica, Candlelite
- 1956 : Easy Come, Easy Go, Universal Distribution
- 1957 : Song is You, Equinox music
- 1957 : Sing It to the Marines, Verve Records
- 1958 : But Beautiful, Blue Moon
- 1982 : Never Let Me Go, Applause Records
- 1989 : Monica Lewis With Ray Bloch And His Orchestra – Monica Lewis Sings..., Fresh Sound Records
- 1990 : My Favorite Things, DRG
- 1992 : Swings Jule Styne, DRG
- 1997 : Monica Lewis With Jack Kelly And His Ensemble - Fools Rush In, Roulette, Roulette
- 2004 : Monica Lewis Swings, Equinox music

## Filmographie

### Cinéma
- 1951 : Inside Straight : chanteuse du café
- 1951 : Un fou au volant : Daisy Lou Shultzer
- 1951 : The Strip : Monica Lewis
- 1952 : Mon amour t'appelle : Sybil Meriden
- 1953 : Commérages : Janet Boothe
- 1957 : The D.I.
- 1973 : Tuez Charley Varrick! : Beverly
- 1974 : Tremblement de terre : Barbara
- 1975 : Les Naufragés du 747 : Anne
- 1977 :  Le Toboggan de la mort : la mère d'un touriste
- 1978 : Nunzio
- 1978 : Zero to Sixty : Tante Clara
- 1979 : Airport 80 Concorde : Gretchen
- 1982 : Boxoffice : Francesca
- 1983 : L'Arnaque 2 : chanteuse
- 1985 : Le Justicier de Miami : femme vocaliste
- 1988 : Flic ou zombie : Mrs. Von Heisenberg

### Télévision
- 1955 : Appointment with Adventure (série télévisée) : épisode Honeymoon in Spain
- 1955 - 1962 : General Electric Theater (série télévisée) : Joyce Grossblatt (épisodes The Day He Got Fired et Ten Days in the Sun)
- 1957 : Make Room for Daddy (série télévisée) : Miss Lorraine Andrews (épisode The School Teacher)
- 1957 : Studio 57 (série télévisée) : épisode Man on the Outside
- 1957 : The Jackie Gleason Show (série télévisée)
- 1958 : Peter Gunn (série télévisée) : Sally Hall (épisode Image of Sally)
- 1959 : M Squad (série télévisée) : Grace Richards (épisode The Third Shadow)
- 1959 : Tales of Wells Fargo (série télévisée) : Moll (épisode Wild Cargo)
- 1959 : Riverboat (série télévisée) : M'liss McCabe (épisode A Race to Cincinnati)
- 1959 - 1960 : Johnny Staccato (série télévisée) : Millie Collins (épisode The List of Death)
- 1960 : The Deputy (série télévisée) : Helen Ivers (épisode Last Gunfight)
- 1960 : Overland Trail (série télévisée) : Anne Michaels (épisode The Reckoning)
- 1960 - 1961 : Shotgun Slade (série télévisée) : Monica Bristol (épisodes Major Trouble et A Flower for Jenny) / Norma Packer (épisode The Payrollers)
- 1961 : Laramie (série télévisée) : Clovis (épisode The Debt)
- 1961 - 1962 : The Tall Man (série télévisée) : Sal (épisode  Ladies of the Town) / Babette Antoine (épisode The Four Queens)
- 1963 : Kraft Suspense Theatre (série télévisée) : Mrs. Caldwell (épisode The Name of the Game)
- 1964 : Arrest and Trial (série télévisée) : Thecla Whitney (épisode Somewhat Lower Than the Angels)
- 1964 : Crossroads (série télévisée)
- 1965 : La Grande Caravane (série télévisée) : Kate (épisode The Silver Lady)
- 1965 : Convoy (série télévisée) : Sœur Seraphita (épisode Sink U-116!)
- 1965 - 1968 : Le Virginien (série télévisée) : Martha Winslow (épisode Lost Yesterday) / Connie Wells (épisode  Trail to Ashley Mountain) / Emily 'Em' Porter (épisode The Decision)
- 1967 : Laredo (série télévisée) : Belle Bronson (épisode Split the Difference)
- 1968 - 1974 : L'Homme de fer (série télévisée) : Joan Partridge (épisode Trip to Hashbury) / Amelia Barrot (épisode A Death in Academe)
- 1971 : Docteur Marcus Welby (série télévisée) : Monica McKay (épisode The Contract)
- 1971 : Night Gallery (série télévisée) : segment The Different One
- 1972 : Emergency! (série télévisée) : Maury Peeyer (épisode Show Biz)
- 1975 : La Côte sauvage (série télévisée) : Mrs. Cushman (épisode The Day Cable Was Hanged)
- 1977 : Quincy (série télévisée) : Mona Duffy (épisode A Good Smack in the Mouth)
- 1978 : Actor (TV) : Zelda
- 1978 : The Immigrants (TV) : Mrs. Whittier
- 1985 : Les enquêtes de Remington Steele (série télévisée) : B.J. Sinclair (épisode Forged Steele)
- 1985 : Santa Barbara : la voisine de Kirk (1 épisode)
- 1986 : Falcon Crest (série télévisée) : Louella (épisode Dangerous Ground)
- 2007 : Jimmy Kimmel Live! (série télévisée) : invitée